# ۳۰ رمضان
۳۰ رمضان، سی‌امین روز از ماه رمضان در تقویم هجری قمری است.
در تقویم هجری قمری قراردادی این روز دویست و شصت و ششمین روز سال است.

## مناسبت‌ها
روز آخر ماه رمضان

## رویدادها
- ۷۵۵ - کشته‌شدن یوسف یکم، سلطان غرناطه در نماز عید فطر گرانادا.[۱]

## درگذشتگان
- ۵۳۲ - ابوسعد مؤذن، فقیه و محدث ایرانی.
- ۵۶۹ - ابن الدهان بغدادی، زبان‌شناس عراقی.